# Leptaulus
Leptaulus es un género de plantas herbáceas perteneciente a la familia Cardiopteridaceae en el orden Aquifoliales.  Comprende 12 especies descritas y de estas, solo 6 aceptadas. Es originario de África tropical y Madagascar.

## Taxonomía
El género fue descrito por George Bentham y publicado en Genera Plantarum 1: 344, 351. 1862. La especie tipo es: Leptaulus daphnoides Benth.

## Especies aceptadas
A continuación se brinda un listado de las especies del género Leptaulus aceptadas hasta octubre de 2013, ordenadas alfabéticamente. Para cada una se indica el nombre binomial seguido del autor, abreviado según las convenciones y usos.
- Leptaulus citrioides Baill.
- Leptaulus congolanus (Baill.) Lobr.-Callen & Villiers
- Leptaulus daphnoides Benth.
- Leptaulus grandifolius Engl.
- Leptaulus holstii Engl.
- Leptaulus madagascariensis Villiers